# Asystasia calcicola
Asystasia calcicola är en akantusväxtart som beskrevs av Ensermu och Vollesen. Asystasia calcicola ingår i släktet Asystasia och familjen akantusväxter. Inga underarter finns listade i Catalogue of Life.